# Journal of Alloys and Compounds
Journal of Alloys and Compounds (укр. Журнал сплавів і сполук, скорочено J. Alloys Compd.) — рецензований науковий журнал, який висвітлює оригінальні експериментальні та теоретичні роботи про сполуки та сплави так і матеріали які їх містять. Журнал видає видавець Elsevier, головний редактор Віталій Печарський (Університет штату Айова). Це був перший журнал, заснований спеціально для окремої групи хімічних елементів.

## Історія
Журнал був заснований Вільямом Юмом-Розері у 1958 році як Journal of the Less-Common Metals, зосереджуючись на хімічних елементах у рядах періодичної таблиці - актиноїдів і лантаноїдів. Лантаноїди ще називають рідкісноземельними елементами. Журнал не обмежувався суворо статтями про ці конкретні елементи: він також включав статті про  використання інших елементів для  отримання сплавів та також їхні властивості.
Журнал був заснований у результаті міжнародного симпозіуму з металів і сплавів, що плавляться вище 1200 °C. Симпозіум був організований Юмом-Розері і відбувся 17 і 18 вересня 1958 року в Оксфордському університеті. У ньому взяло участь понад 100 учасників з різних країн. Статті, опубліковані за результатами симпозіуму з'явилися як номер 1  журналу. Це був перший журнал, який охоплював лише певну групу хімічних елементів.
Назва, що включала у себе сполучення «Less-Common Metals» (менш поширені метали) була дещо неточною, оскільки ці метали насправді зустрічаються досить часто, але розсіяні у невеликих кількостях. Журнал отримав свою нинішню назву в 1991 році і вважається особливо багатим джерелом інформації у матеріалознавстві і неорганічній хімії.

## Індексування
Журнал індексується у:
- Chemical Abstracts Service
- Web of Science
- Science Citation Index
- Scopus[3]

Імпакт фактор журналу на 2022 р. становить 6.371